# Adrien Ménielle
Adrien Ménielle, né le 25 avril 1980 à Saint-Germain-en-Laye, est un acteur, scénariste et auteur de bande dessinée français.

## Biographie

### Jeunesse
Adrien Ménielle naît et grandit à Saint-Germain-en-Laye. En 1999, il étudie à l'Université Paris-Nanterre puis aux Gobelins.

### Carrière
En 2005, il devient illustrateur professionnel, s’intéressant en particulier à la bande dessinée avec l'ouverture d'un blog bd. Il utilise le pseudonyme AK inspiré par le personnage de jeu vidéo Alex Kidd, pseudonyme qu'il utilisait déjà auparavant pour ses productions de la scène démo.
En 2012, il participe à des vidéos du Golden Show.
Fin 2012, la plateforme de vidéos humoristiques Golden Moustache est créée et en 2013 Adrien Ménielle y réalise son premier sketch : Batman vs Superman. Depuis, il a intégré le collectif et en devient également directeur artistique, rôle qu'il assume jusqu'à août 2015 avant de redevenir auteur pour le studio.
De 2016 à 2018, il est chroniqueur pour le podcast Retro 2050 présenté par Thomas VDB sur Deezer.
Depuis 2015, il co-anime le podcast audio FloodCast, aux côtés de son ami Florent Bernard, dans lequel, accompagné dans la plupart des épisodes de trois invités de l'univers du web, de la BD et du cinéma, ils discutent de sujets divers, échangent des anecdotes et décryptent des faits d'actualité insolites. Les deux animateurs annoncent la fin du programme au terme de la dixième saison en 2025.
Depuis 2020, il participe à l'actual play La Bonne Auberge dans lequel il interprète le personnage de Birzim Scantius.

### Vie privée
Il est aussi le frère cadet de Julien Ménielle, ancien infirmier et journaliste à 20 minutes et vidéaste sur YouTube, sur la chaîne Dans Ton Corps.

## Filmographie

### Cinéma

#### Longs-métrages
- 2014 : Lou ! Journal infime de Julien Neel
- 2015 : Les Dissociés de Suricate[10]
- 2016 : La Folle Histoire de Max et Léon de Jonathan Barré
- 2022 : Les Vedettes de Jonathan Barré
- 2023 : Bonne Conduite de Jonathan Barré
- 2023 : Antigang, la relève de Benjamin Rocher
- 2024 : Nous, les Leroy de Florent Bernard
- 2025 : Anges & Cie  de Vladimir Rodionov

#### Courts-métrages
- 2013-2016 : Auteur et réalisateur de 9 sketchs pour Golden Moustache
- 2020 : Fantasme d'Éléonore Costes : Arno[11]

### Télévision

#### Séries télévisées
- 2012 : Bref. : homme souriant (épisode 82)[12]
- 2015 : Le Tour du Bagel (saisons 1 et 2)
- 2015 : Reboot : Patrick
- 2016 : Like Me : Mr. Baleu
- 2016 : Hero Corp : Robin (saison 5)
- 2018 : Irresponsable : le banquier
- 2020-2022 : Derby Girl : Mickaël
- 2021 : Or de lui : un collègue de bureau
- 2021 : La Petite Histoire de France
- 2022 : Visitors de Simon Astier : Choco
- 2022 : Darknet-sur-Mer : Pascal
- 2023 : Killer Coaster de Nikola Lange : Vincent (série Prime Vidéo)

### Web-séries
- 2012 : Le Golden Show de François Descraques
- 2016 : Le Secret des balls de Slimane-Baptiste Berhoun
- 2018-2020 : Groom de Théodore Bonnet

## Publications

### Bandes dessinées
- Les Autres Gens — Tome 1 (collectif), Dupuis, 2011
- Axolot — Tome 1 de Patrick Baud (segment), Delcourt, 2014

### Albums pour enfants
- Anatole et les chiffres, illustré par Deborah Pinto, Milan, 2013
- Anatole et et la météo , illustré par Deborah Pinto, Milan, 2013
- Anatole et le pot illustré, par Deborah Pinto, Milan, 2013
- Anatole et les petits mots polis, illustré par Deborah Pinto, Milan, 2013
- Anatole et les contraires, illustré par Deborah Pinto, Milan, 2013
- Anatole et les couleurs, illustré par Deborah Pinto, Milan, 2013